# Жулдыз (Байдибекский район)
Жулдыз (каз. Жұлдыз) — село в Байдибекском районе Туркестанской области Казахстана. Входит в состав Агибетского сельского округа. Находится на реке Шаян. Код КАТО — 513633400.

## Население
В 1999 году население села составляло 635 человек (317 мужчин и 318 женщин). По данным переписи 2009 года, в селе проживало 467 человек (249 мужчин и 218 женщин).